# Atraphaxis frutescens
Atraphaxis frutescens är en slideväxtart som först beskrevs av Carl von Linné och fick sitt nu gällande namn av Ewersm.. Atraphaxis frutescens ingår i släktet Atraphaxis och familjen slideväxter. Inga underarter finns listade i Catalogue of Life.